# Cantone di Tarn-Tescou-Quercy vert
Il Cantone di Tarn-Tescou-Quercy vert è una divisione amministrativa dell'Arrondissement di Montauban.
È stato istituito a seguito della riforma dei cantoni del 2014, che è entrata in vigore con le elezioni dipartimentali del 2015.

## Composizione
Comprende i comuni di:
- Bruniquel
- Corbarieu
- Génébrières
- Labastide-Saint-Pierre
- Léojac
- Monclar-de-Quercy
- Nohic
- Orgueil
- Puygaillard-de-Quercy
- Reyniès
- Saint-Nauphary
- La Salvetat-Belmontet
- Varennes
- Verlhac-Tescou
- Villebrumier